# Хар, Уильям, 2-й граф Листоуэл
Уильям Хар, 2-й граф Листоуэл (англ. William Hare, 2st Earl of Listowel; 22 сентября 1801 — 4 февраля 1856) — англо-ирландский пэр и член парламента. Он носил титул учтивости — виконт Эннисмор с 1827 по 1837 год.

## Биография
Родился 22 сентября 1801 года. Старший сын Ричарда Хара, виконта Эннисмора (1773—1827), и достопочтенной Кэтрин Бриджит Диллон (? — 1828), дочери Роберта Диллона, 1-го барона Клонброка. Внук и преемник Уильяма Хара, 1-го графа Листоуэла (1751—1837). Он получил образование в Итонском колледже (Виндзор, графство Беркшир).
С 1826 по 1830 год Уильям Хар заседал в Палате общин Великобритании от Керри. В 1834 году он был назначен верховным шерифом графства Корк.
13 июля 1837 года после смерти своего деда Уильям Хар унаследовал титулы 2-го графа Листоуэла, 2-го виконта Эннисмора и Листоуэла, 2-го барона Эннисмора из графства Керри (Пэрство Ирландии). Но, поскольку это было ирландское пэрство, оно не давало ему права место в Палате лордов Великобритании.
В вигском правительстве лорда Мельбурна граф Листоуэл занимал должность вице-адмирала Мюнстера и в 1839 году ему был пожалован Орден Святого Патрика.
С 1841 по 1846 год лорд Листоуэл заседал в Палате общин Великобритании от Сент-Олбанса. Занимал дважды пост лорда в ожидании в правительстве лорда Джона Рассела (1846—1852) и в правительстве лорда Абердина (1853—1856).

## Личная жизнь
23 июля 1831 года лорд Листоуэл женился на Мэри Огасте Виндем (1805 — 31 октября 1871), дочери вице-адмирала Уильяма Лукина Виндема (1768—1833). У супругов было одиннадцать детей:
- Леди Огаста Мэри Хар (31 мая 1832 — 24 марта 1881), она вышла замуж за 4-го графа Карисфорта.
- Уильям Хар, 3-й граф Листоуэл (29 мая 1833 — 5 июня 1924), старший сын и преемник отца.
- Леди Эмили Кэтрин Хар (1834 — 31 декабря 1916), она вышла замуж за сэра Джона Риксона-Бехера.
- Леди София Элиза Хар (1835 — 8 декабря 1912)
- Достопочтенный Ричард Хар (25 августа 1836 — 16 июля 1903), контр-адмирал
- Достопочтенный Ральф Хар (19 февраля 1838 — 19 июля 1879), майор
- Достопочтенный Хью Генри Хар (1 апреля 1839 — 25 января 1927), женился на Джорджиане Кэролайн, дочери полковника Бирни Брауна
- Леди Виктория Александрина Хар (1840 — 7 марта 1927), 1-й муж — 1-й граф Ярборо, 2-й муж — Джон М. Ричардсон из Эдмундторп-холла.
- Достопочтенный Эдвард Чарльз Хар (8 января 1842—1844)
- Леди Адела Мария Хар (1845 — 9 ноября 1912), близнец Элеоноры Сесилии, вышла замуж за полковника Катберта Ларкинга
- Леди Элеонора Сесилия Хар (1845 — 29 сентября 1924), близнец Аделы Марии, вышла замуж за 1-го барона Хенейджа (ум. 1922).

Лорд Листоуэл скончался в феврале 1856 года в возрасте 54 лет, и ему наследовал его старший сын Уильям Хар, 3-й граф Листоуэл.